# Cinéma tanzanien

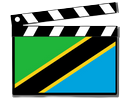
Un clap aux couleurs du drapeau tanzanien.

L'industrie cinématographique tanzanienne, également connue sous le nom de film Swahiliwood ou Bongo (un portemanteau du swahili, la langue officielle de la Tanzanie, et de Hollywood ) et Bongowood,  est créée vers 2001.
Les films produits avec des budgets limités, des délais serrés et souvent avec des caméscopes sont familièrement appelés « films bongo ». Ils sont largement diffusés sous forme de DVD. En 2011, ces films sont régulièrement produits et diffusés en grand nombre. Cependant, seuls quelques longs métrages tanzaniens de qualité supérieure sont projetés dans les salles de cinéma.
La plupart des studios de production cinématographique tanzaniens sont basés à Dar es Salaam.
Avant l'indépendance de la Tanzanie en 1961, des films étrangers étaient parfois tournés en Tanganyika et à Zanzibar. Le Festival international du film de Zanzibar accueille des films, des ateliers, des expositions, des courses de boutres, de la musique et des arts du spectacle, ainsi que des panoramas de femmes, d'enfants et de villages. Les films de la société sont Steps Intertainment et Mzimuni Theatre Art.

## Histoire

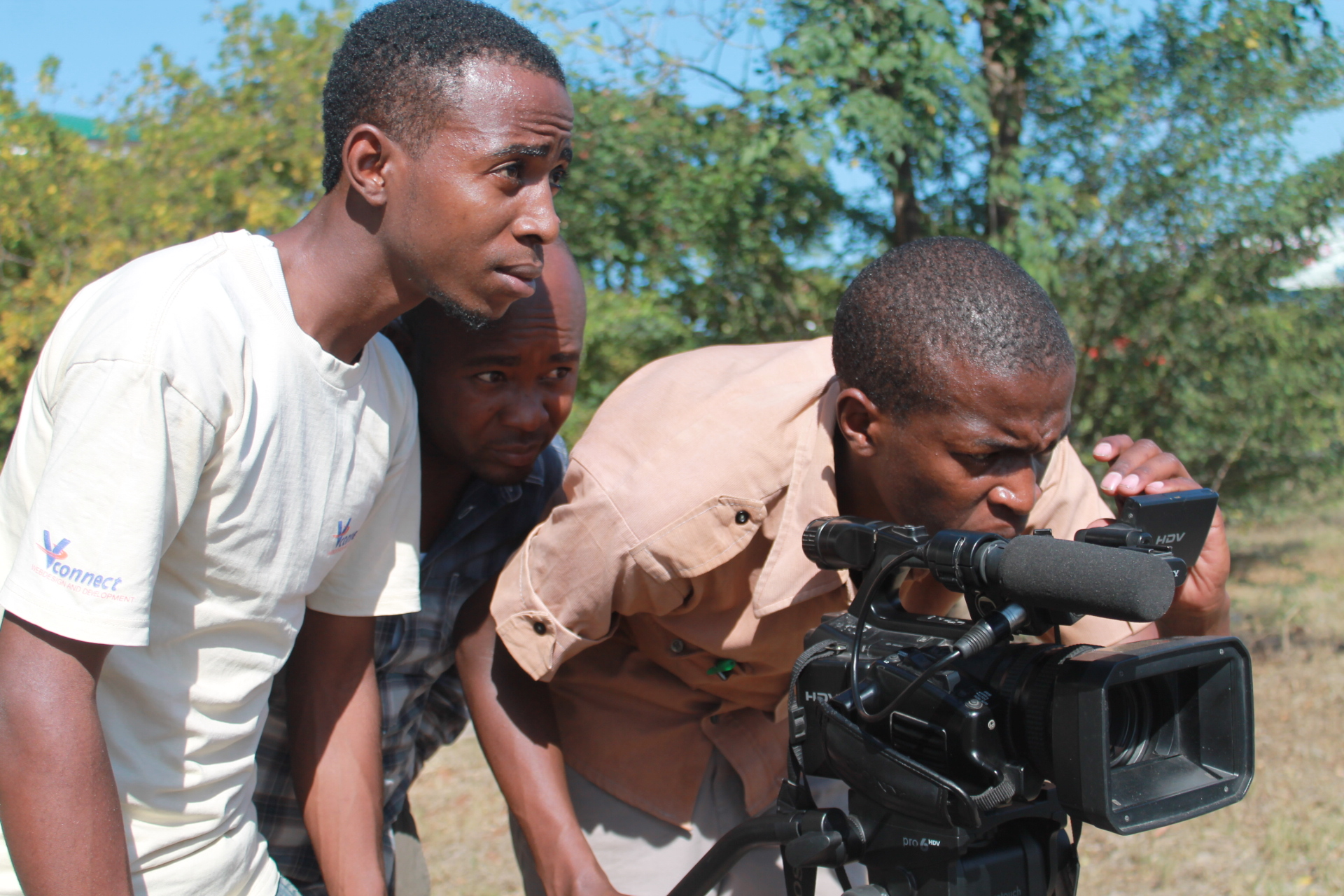
Une équipe de tournage en Tanzanie

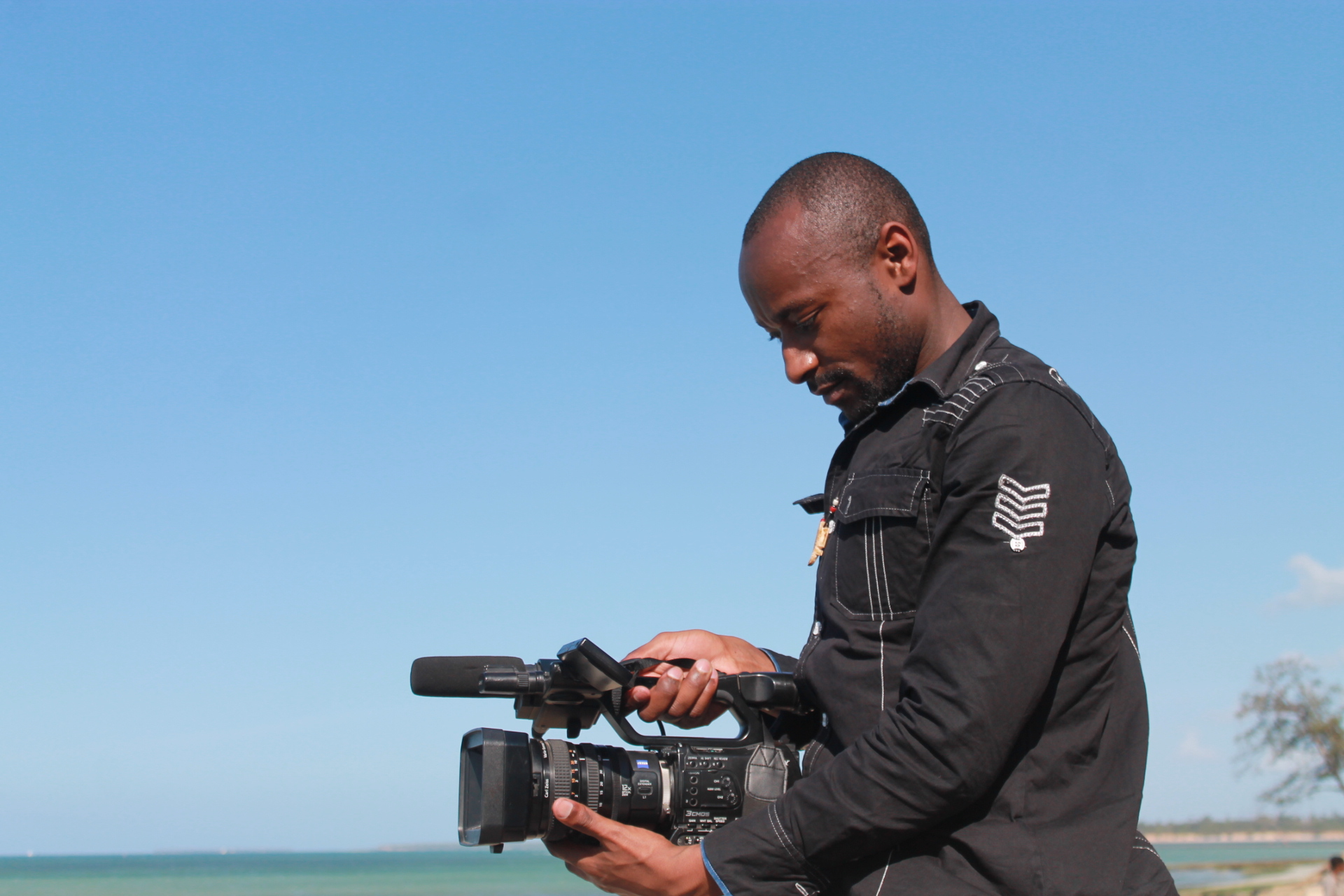
Un cinéaste travaillant en Tanzanie

La culture cinématographique des Tanzaniens a été influencée par les colonisateurs britanniques, qui ont introduit la production de films commerciaux et éducatifs financés par le gouvernement. 
En 1935, l'organisation missionnaire protestante œcuménique International Missionary Council (en) lance en Afrique du Sud une Expérience de cinéma éducatif bantou (Bantu Educational Kinema Experiment (en) (BEKE)),,, visant à éduquer à l'occidentale, de manière contrôlée, la population noire sud-africaine. L'expérience s'étend en 1936-1937 en Ouganda, Rhodésie et au Tanganyika.
Après l'indépendance (1961), le nouveau gouvernement dirigé par le président Julius Kambarage Nyerere renvoie chez eux les cinéastes sud-africains expatriés et crée sa propre industrie cinématographique sous la tutelle du ministère du Développement communautaire[réf. nécessaire]. 
L'Afrique du Sud reste marquée par l'apartheid, ce qui entraîne la rupture des liens avec la Tanzanie et d'autres nations africaines indépendantes jusqu'à sa fin. 
Les cinéastes sud-africains remplacent les cinéastes yougoslaves qui, à partir de 1963, commencent à soutenir l'industrie cinématographique tanzanienne, contribuant ainsi à son développement. 
La majorité des films produits à cette époque sont de nature pédagogique ou éducative, financés par le gouvernement et diffusés à travers toute la Tanzanie.

## Films tanzaniens
En 2001, Maangamizi: The Ancient One est la première et jusqu'à présent la dernière soumission d'un film tanzanien dans la catégorie du meilleur film étranger aux Oscars. Mapenzi Ya Mungu ( La Volonté de Dieu ) est sorti dans la liste des films tanzaniens de 2014. Bongoland, un film sur un immigrant américain originaire de Tanzanie, est sorti en 2003. D'autres films notables incluent Ni Noma, sorti en juin 2016. D'autres films provenaient de Mzimuni Theatre Arts, dont Misukosuko sorti en 2010, Double J ( Double Jimmy ) en 2013, Part of Job 2011 et Inspector Seba 2008.
Les artistes bien connus incluent Steven Kanumba, Blandina Changula, Elizabeth Michael, Kajala Masanja, Jacqueline Wolper, Mzee Chillo, Nelly Kamwelu, Irene Uwoya, Baby Madaha, Wema Sepetu, Ernest Napoléon, Vincent Kigosi, Lucy Komba, Jimmy Mponda (J Plus), Sebastian Mwanangulo (Seba) et Charles Magari.

## Films étrangers
Avant l'indépendance, de nombreux films étrangers, notamment des films d'aventure, de romance et de guerre, ont été tournés en Tanzanie et dans ses environs..
Huit mois de tournage ont été nécessaires pour le film américain Men of Two Worlds at Tanganyika en 1943. Le film Hatari de John Wayne ! a été abattu en Tanzanie. Des documentaires sur la nature ont été tournés en Tanzanie, dont quelques parties de Impressionen unter Wasser et The Crimson Wing : Mystery of the Flamingos . En 1992, le documentaire néerlandais Isingiro Hospital a été réalisé sur un hôpital en Tanzanie traitant des patients atteints du SIDA. En 2010, le cinéaste Nick Broomfield a produit le documentaire Albino United, sur une équipe de football albinos en Tanzanie en 2010, et a filmé une adaptation du roman de Ronan Bennett Le Catastrophiste dans la ville de Mwanza.